# Campoplex rufocingulatus
Campoplex rufocingulatus är en stekelart som beskrevs av Horstmann och Yu 1999. Campoplex rufocingulatus ingår i släktet Campoplex och familjen brokparasitsteklar. Inga underarter finns listade.